# Bethany Galat
Bethany Galat (Mishawaka, 10 agosto 1995) è un'ex nuotatrice statunitense.

## Carriera
Specializzata nella rana ha vinto la medaglia d'argento sulla distanza dei 200 metri ai campionati di Budapest 2017.

## Palmarès
- Mondiali

Budapest 2017: argento nei 200m rana.
- Mondiali in vasca corta

Hangzhou 2018: argento nei 200m rana.
- Giochi panamericani

Lima 2019: argento nei 200m rana.

## International Swimming League
| Stagione 2019 | Stagione 2020 |
| ------------- | ------------- |
| DC Trident    | DC Trident    |